# تغذية الوليد والرضيع
تغذية الوليد أو الرضيع أو بشكل أشمل طعام الطفل هو الطعام الطري سهل التناول غير حليب الثدي أو بدائله الصنعية والذي يعد خصيصا للرضع ذوي الأعمار بين4 إلى 6 أشهر وحتى عمر السنتين تقريبا.
يأتي هذا الطعام على عدة أنواع ومذاقات وقد يكون من طعام المائدة نفسه الذي يتناوله بقية أفراد العائلة بعد أن يهرس أو يقطع أو يمكن الحصول عليه جاهزا عن طريق شرائه من الشركات المنتجة.

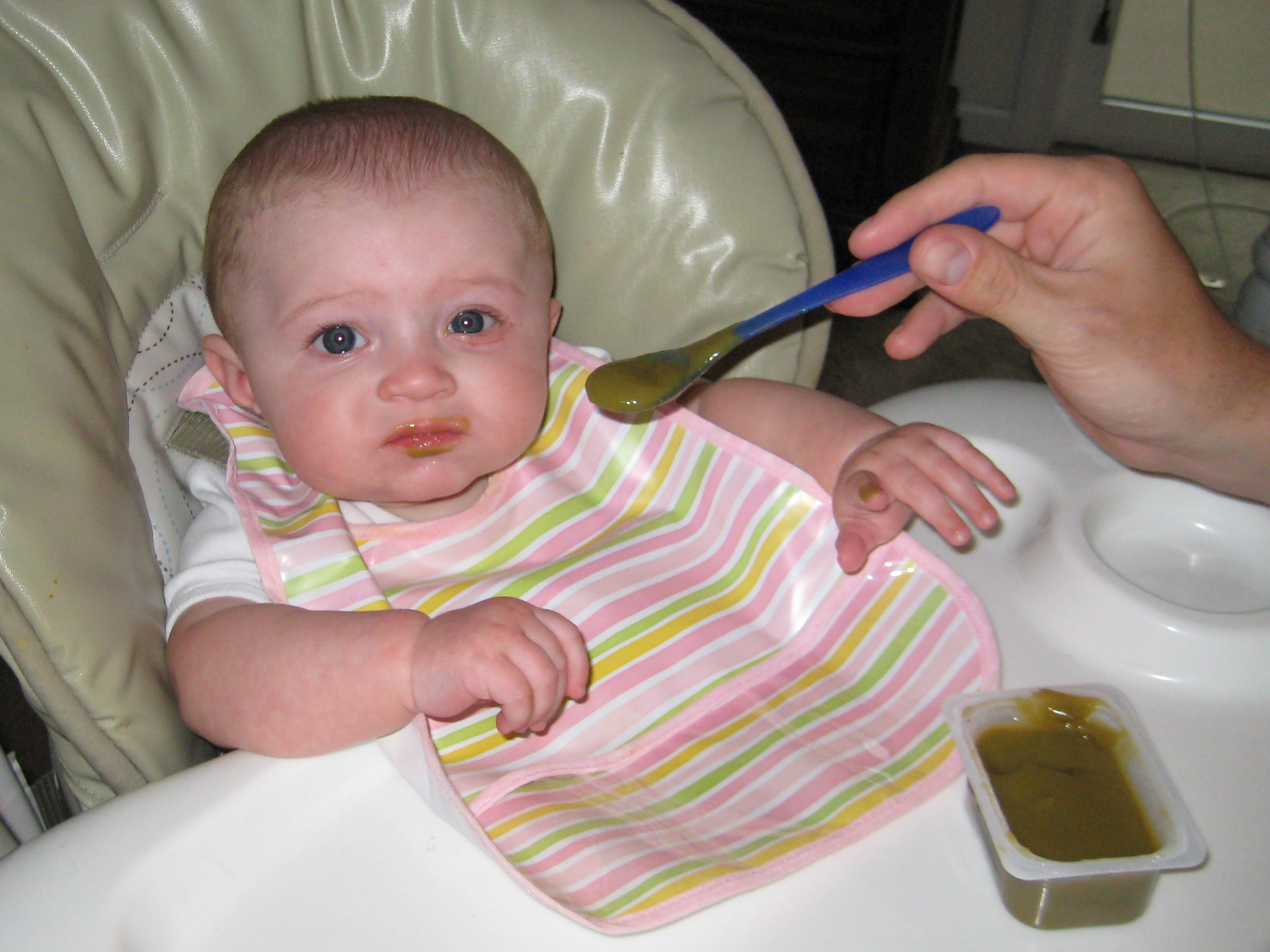
طفل يرتدي صدارة طعام ويأكل طعام مخصص للأطفال

## طعام الطفل

### الجاهزية (تقبل الطفل)
حتى عام 2011 أوصت منظمة الصحة العالمية ومنظمة اليونيسيف وعدة منظمات صحية وطنية بالانتظار حتى عمر 6 أشهر قبل البدء بإطعام الطفل. وعلى أية حال فإن لكل طفل حالته الفردية التي قد تختلف عن هذا التوجه وتعتمد على عملية تطوره الخاصة به.
هناك طريقة جيدة لمعرفة الوقت المناسب للبدء بإطعام الطفل وهي مراقبة علامات الجاهزية لديه هذه العلامات تتضمن قدرة الطفل على الجلوس بدون مساعدة والتوقف عن الدفع باللسان وإبداء اهتمام كبير بالطعام الذي يتناوله الآخرون.
يمكن البدء بإطعام الطفل مباشرة من طعام العائلة الاعتيادي إذا ما تم الانتباه لسلامة طريقة الطهي من المخاطر الصحية وهذا مشار إليه في (دليل فطام الطفل) وبما أن حليب الثدي يأخذ نكهة الطعام الذي تتناوله الأم فإن هذه الأطعمة بشكل خاص تعتبر خيارا جيدا.

### الصحة
نصحت منظمة الصحة العالمية كتوصيات صحية عامة بأن يكون غذاء الرضع الأساسي خلال الستة أشهر الأولى من العمر هو حليب الثدي للحصول على نتائج مثالية في النمو والتطور والصحة.
معظم الرضع بعمر 6 أشهر يكونون بحالة فيزيائية وتطورية جاهزة لتقبل الأغذية الجديدة من حيث القوام والأنواع.
وقد قدم خبراء لمجلس الصحة العالمي دلائل على أن تقديم الأطعمة الصلبة للرضع قبل عمر 6 أشهر يزيد من نسبة تعرضهم للأمراض دون أن يحسن نموهم.
واحدة من الاهتمامات الصحية المرتبطة بتقديم الأطعمة الصلبة للرضع قبل عمر 6 أشهر هو نقص الحديد فرغم أن التقديم المبكر للأطعمة المكملة يمكن أن يكون حلا لجوع الرضيع الناتج عن نقص عدد مرات الإرضاع من الثدي وحتى نقص إنتاج الحليب عند الأم فإن امتصاص الحديد الموجود في حليب الأم يتأثر يتواجد الحليب مع أطعمة أخرى في القسم الداني من الأمعاء الدقيقة ولذلك فالاستخدام المبكر للأطعمة المكملة يمكن أن يزيد من خطورة نضوب الحديد وبالتالي فقر الدم .
في حالة وجود قصة عائلية للأرجية فإنه من المستحسن تقديم نوع واحد من الأغذية الجديدة في المرة الواحدة وعلى عدة أيام فاصلة بينه وبين طعام آخر لملاحظة أي تأثر يمكن أن يدل على وجود أرجية أو حساسية لهذا الطعام.
وبهذه الطريقة وعند عدم قدرة الطفل على تحمل نوع معين من الأغذية يمكن تحديد الغذاء الذي تسبب بردة الفعل هذه.
وحسب دراسة حول تغذية الرضع والأطفال الدارجين شوهدت عام 2008 فإن غذاء الرضع والأطفال الدارجين عموما والمستهلكين الأساسيين لأغذية الأطفال عادة ما يجتمعون بأمر التجاوز الملحوظ للكمية المنصوح بها من الجرعة الغذائية القصوى.
يتناول الأطفال الدارجين ومن هم دون سن المدرسة عادة كمية قليلة جدا من الألياف الغذائية .ومن هم دون سن المدرسة يتناولون عادة كمية كبيرة من الدهون المشبعة ومع ذلك كان مدخول الدهون أقل من المطلوب وبينما احتاجت مجموعة صغيرة من الرضع الأكبر وحسب دراسة أمريكية كمية أكبر من الحديد والزنك كالتي يمكن الحصول عليها من أغذية الأطفال المدعمة بالحديد فإن النسبة الأكبر من الأطفال الدارجين وممن هم دون سن المدرسة يحصلون على أعلى المستويات المطلوبة من الفولات الصناعية وفيتامين A والزنك والصوديوم.

### التحضير والإطعام
تكون أغذية الأطفال إما طرية أو بشكل سائل عجيني أو طعام سهل المضغ لأن الأطفال يفتقدون العضلات المتطورة والأسنان التي تجعلهم يمضغون بشكل فعال.
يتوجه الأطفال نموذجيا إلى أطعمة الأطفال الاستهلاكية عندما يكون حليب الإرضاع أو بدائله غير كافية لإشباع شهيته.
وليس من الضرورة أن للأطفال أسنان للانتقال إلى تناول الأطعمة الصلبة لأنه على أية حال لأن الأسنان وبشكل طبيعي تبدأ بالظهور في هذا العمر.ويجب أخذ الحذر مع أطعمة معينة تحوي مشاكل ناتجة عن التحضير مثل الخضروات غير المطبوخة جيدا أو العنب أو أطعمة أخرى يمكن أن تحتوي على عظام.يبدأ الأطفال بتناول منتجات أغذية الطفل السائلة القوام من الفواكه أو الخضروات النقية الممزوجة أحيانا مع حبوب الأرز أو حليب الثدي أو بدائله الصنعية.بعدها وعندما يصبح الطفل أكثر قدرة على المضغ يمكن إضافة قطع أو كتل صغيرة طرية.ويجب أخذ الحذر لأن الأطفال ذوي الأسنان لديهم القدرة على تكسير قطع الطعام ولكنهم لا يمتلكون أضراسا خلفية للطحن لذلك يجب أن يكون الطعام مهروسا بعناية أو ممضوغا أو مقطعا بشكل قطع قابلة للتناول بالنسبة للطفل.
في حوالي 6 أشهر من العمر يمكن للطفل أن يبدأ بأخذ الطعام بنفسه عن طريق التقاط قطع الطعام باليد باستخدام كامل الأجزاء الأولى والتالية من قبضته (الإبهام والاصابع الاربعة) مع مساعدة والديه.

### الأنماط
خلال السنوات الأولى يشكل حليب الثدي وبدائله الصنعية المصدر الرئيسي للحريرات والمواد الغذائية وقد بينت دراسة لشركة نسلي لأغذية الرضع والأطفال الدارجين (FIST) عام 2008 أن بعض الأطفال الأمريكيين يطعمون بأغذية الأطفال قبل عمر 4 أشهر.

#### أنواع الأطعمة

##### الحبوب
يجب البدء بحبوب الارز للاطفال عند ستة شهور ليس قبل ذلك.يتم إطعام الطفل كمية قليلة تعادل قضمة واحدة من الطعام الذي يحوي حبوب الرضع الممزوجة ببقية الأطعمة.الأنواع الأخرى من الأطعمة الحاوية على الحبوب تتعلق بالعمر.
حوالي 90% من الأطفال ذوي الأعمار من 6 إلى 12 شهر يأكلون حبوب الرضع.والآخرون يأكلون الرز، الخبز، المقرمشات، المعكرونة، أو الحبوب المخصصة لبقية الأطفال.

##### الفواكه
في أي يوم اعتيادي فإن 20% من الأطفال بعمر 4 و 5 أشهر يأكلون بعض أنواع الفواكه وعادة عن طريق أطعمة الطفل الجاهزة لأنه في كل هذه الأطعمة يمكن أن توجد كمية صغيرة كقضمة صغيرة من الفواكه أو الأطعمة الحاوية جزئيا على نوعين أو ثلاثة من الفواكه.ثلثي الأطفال بين عمر 6 إلى 9 أشهر وبين 75% إلى 85% من الأطفال الأكبر من 9 أشهر يأكلون بعض أنواع الفواكه.وعند عمر 6 إلى 9 أشهر نصف الأطفال يأكلون من أطعمة الفاكهة المحضرة للأطفال ولكن الأطفال بعمر 12شهر والأكبر يأكلون بشكل رئيسي من الفاكهة غير تلك المحضرة ضمن أغذية الأطفال مثل الموز الطازج وهي فاكهة شائعة للأطفال من كل الأعمار.
أما عصير الفاكهة وبشكل رئيسي عصير التفاح والعنب تقدم عادة بشكل متأخر عن الفاكهة وحوالي نصف الأطفال الأكبر يشربون بعض أنواع شراب الفاكهة الطبيعية 100% .

##### الخضروات
في اليوم الاعتيادي حوالي ربع الأطفال بعمر 4 إلى 5 أشهر يأكلون بعض أنواع الخضار وعلى الأقل نوع واحد ودائما عن طريق الأغذية المخصصة للأطفال بشكل عام وعادة الخضروات ذات اللون الأصفر أو البرتقالي كالجزر والقرع والبطاطا الحلوة وقرع الشتاء.
حوالي 60% من الأطفال ذوي الأعمار 6-9 أشهر و 70 % من الأطفال ذوي الأعمار الأكبر (الدارجين) يأكلون الخضروات من أغذية الخضروات المخصصة للأطفال ثم تستبدل بسرعة بالخضروات المطبوخة بعد حوالي عمر 9 أشهر.أما الخضروات النيئة فهي غير شائعة الاستخدام عند الأطفال وحتى السنتين.وفي ذكرى يوم المولد الأول تقريبا حوالي ثلث الأطفال يأكلون البطاطا في اليوم الاعتيادي.

##### اللحوم
القليل جدا من الأطفال الأمريكيين ذوي الأعمار 4 -5 أشهر يأكلون اللحم وغيره من مصادر البروتين (عدا الحليب) .الأطفال ذوي الأعمار 6 إلى 9 أشهر غالبا ما يأكلون اللحم كجزء من الغذاء المعد للطفل والحاوي على كمية قليلة من اللحم الممزوجة مع الخضروات والحبوب.حوالي ثلاثة أرباع الأطفال بعمر 9 أشهر حتى 12 شهر يعطون إما اللحوم أو غيره من مصادر البروتين مثل البيض والجبن واللبن الزبادي والفول والبندق.
أكثر من 90% من الأطفال بعمر 12 إلى 18 شهر وتقريبا كل الأطفال الدارجين يعطون مصدر للبروتين على الأقل مرة في اليوم.تقريبا ثلاثة أرباع الأطفال الدارجين يعطون اللحم من غير مصدر الأغذية المخصصة للأطفال.حيث ان طعام الأطفال المحضر من اللحم وحده غير شائع في أي عمر.

##### الأطعمة الحلوة والمالحة
إن إعطاء الطفل الأطعمة الحلوة والمالحة أمر غير شائع.ومقارنة بدراسة مسبقة أجريت عام 2002 فإن عدد الأطفال تحت عمر 9 أشهر والذين يتلقون أي مصدر للأطعمة المحلاة أو الوجبات الخفيفة أو المشروبات قد انخفض تقريبا حتى النصف.وفي عمر 9 أشهر وحتى 12 شهر فإن أقل من نصف الأطفال يعطون الأطعمة المحلاة مثل الكوكيز والمثلجات أو المشروبات بنكهة الفواكه.إن حلويات الأطفال الجاهزة غير شائعة عادة في أي عمر ولكنها تعطى تقريبا ل 12% من الأطفال بعمر 9-12 شهر.

#### الأطعمة المنزلية الصنع أم التجارية
إن أغذية الأطفال منزلية الصنع أقل كلفة من أغذية الطفل التجارية. ولكن الطعام المنزلي الصنع غير مناسب مالم تكن وجبات العائلة كافية ومتنوعة وتحقق شروط التبريد والقواعد الصحية الأساسية.
يتطلب الطعام منزلي الصنع وقتا للتحضير أطول من مجرد فتح جرة أو علبة من الطعام الجاهز التجاري المهيأ للأطفال حيث أن الطعام قد يحتاج إلى أن يفرم أو يصفى لأجل الأطفال الصغار أو إلى أن يطبخ بشكل منفصل بدون ملح أو قطع قاسية أو سكر مما تختاره الأسرة للأكل. بعض الأنواع من غير أغذية الأطفال مثل صلصة التفاح غير المحلاة أو كريمة من حبوب القمح أو البطاطا المهروسة عادة ما تكون ذات قوام مناسب للأطفال.وعندما يكبر الطفل تقدم إليه عادة أطعمة ذات قوام أكثر خشونة مثل الأرز المطبوخ البسيط حتى ينتقل بشكل كامل إلى تناول طعام أفراد العائلة العادي.

#### طعام الأطفال الدارجين
(بعمر سنة إلى سنتين ونصف تقريبا) : وسعت شركات الأطعمة التجارية خطوط إنتاجها لتصنع أطعمة خاصة بالدارجين من عمر 12 شهر حتى سنتين ونصف. وهي تتضمن العصير والحبوب وبعض الوجبات القابلة للتسخين بالميكروويف والمخبوزات وغيرها من الأطعمة المعدة والمعروضة للبيع من أجل الأطفال الدارجين.

#### الاستعمال عند الشيوخ
في أواخر الأربعينات قدمت شركة منتجات Gerber و Beech-Nut كتب طبخ خاصة للترويج لبيع أطعمة الأطفال التجارية كأطعمة تستخدم عند المرضى كبار السن أو الأشخاص العاجزين.

### عرض تاريخي وثقافي
تتنوع أطعمة الأطفال بين الثقافات ففي العديد منها يكون معجون الحبوب والسوائل هي طعام الطفل الأول.وفي التاريخ البشري وحتى الوقت الحاضر وفي عدة ثقافات حول العالم فإن الأطفال يغذون بطعام ممضوغ مسبقا من قبل من يعتني بالطفل حتى يتم هرس الطعام ليصبح جاهزا لبدء عملية الهضم. وأول قضمة للرضيع من الطعام الصلب تشكل حدثا احتفاليا وتحمل اهتماما قدسيا في عدة ثقافات.مثال على ذلك (annaprashan) وهو أحد الطقوس الهندوسية حيث يطعم الرضيع حساء الأرز المحلى ويبارك من قبل أفراد العائلة الكبار وهناك مناسك مشابهة تمارس عبر قارة آسيا تتضمن البنغال وفيتنام وتايلاند.
في العالم الغربي وحتى منتصف العقد الأول من القرن التاسع عشر كان طعام الطفل يحضر عادة في البيت.ثم وجهت الثورة الصناعية إلى البدء بتسويق طعام الأطفال التي روجت لها أطعة الطفل التجارية كمواد للراحة.
في البلدان المتطورة يبدأ الأطفال الآن منتجات الحبوب التجارية المدعمة بالحديد والخاصة بالرضع وبعدها ينتقلون إلى الفاكهة والخضروات المهروسة.تتوافر أطعمة الأطفال التجارية على نطاق واسع بأشكال جافة جاهزة للتقديم أومجمدة وغالبا على دفعات صغيرة مثل الجرات الصغيرة من أجل سهولة التحضير.
في هولندا تم تحضير طعام الأطفال التجاري من قبل Martinus vander Hagen عبر شركته NV Nutricia عام 1901 .
في الولايات المتحدة كانت شركة التحضير الأولى هي شركة Fremont Canning . في عام 1927 أدخلت شركة Beech -Nut وهو طعام طفل الولايات المتحدة المتوفر في الأسواق عام 1931.
أول طعام أطفال جاف مطبوخ كان Pablum والذي تم تصنيعه في الأصل للأطفال المرضى في الثلاثينات.
أما باقي شركات أغذية الأطفال التجارية فكانت H.j.Heinz /Nestle / Organix.
وفي الستينيات بدأ ظهور طالبي الطعام الطبيعي من الآباء ومنذ هذا الوقت قامت عدة شركات تجارية كبرى بإدخال خط لإنتاج طعام الأطفال الطبيعي.
في بداية القرن العشرين بدأ معظم الأطفال الأمريكيين بتناول أغذية الأطفال في حوالي عمر 7 أشهر.وخلال الحرب العالمية الثانية وبعدها بوقت قصير انخفض هذا العمر إلى 6 أشهر فقط.ولم يلبث أن أصبح بين 4 إلى 6 أشهر.
في الصين وباقي دول آسيا بقي طعام الطفل المحضر داخل المنزل شائعا وبدأ الأطفال بتناول عصيدة الرز المدعوة (xifan) ثم انتقلوا إلى الفواكه والخضروات الطرية المهروسة وإلى مسحوق فول الصويا والسمك.
وفي السويد من الشائع البدء بالفاكهة المهروسة مثل الموز وأيضا بالشوفان المجروش والخضروات المهروسة.
وفي غرب إفريقيا غالبا ما تكون عصيدة الذرة الصفراء هي أول طعام صلب يقدم للأطفال الصغار.

### الخلافات
تعرضت بعض أغذية الأطفال التجارية للنقد بسبب مكوناتها وتكلفتها. وخلال هذه العقود كانت هناك استدعاءات مضاعفة على طعام الأطفال بسبب مخاوف التلوث أو الفساد.
في عام 1984 و 1986 تورط Gerber في فضيحة حول تعرض جرات غذائية لأغذية الأطفال للكسر أثناء النقل مما أثر بشكل مأساوي على مبيعاته وأرباحه مع أن إدارة الأغذية والأدوية في الولايات المتحدة وضحت بعدها عدم مسؤولية الشركة عن الحادث.
في عام 1987 دفعت شركة Beech - Nut مبلغ 25 مليون دولار أمريكي لتحل مشاكل الحسابات الناتجة عن بيع شراب تفاح فاسد في أوائل الثمانينات.
في عام 2011 قررت شركة Nestle الفرنسية وضع دفعة من طعام الأطفال p.tit pot تحت المراقبة كمقياس وقائي بعد استلام تقارير من زبائن عن وجود قطع زجاجية في إحدى الجرات ولكن بعد الاستقصاءات على سجلات مراقبة الأحداث العارضة توصلت الشركة إلى نتيجة أن ذلك الحدث كان معزولا وبقية الدفعة لم تكن متأثرة.

### السوق
سيطر Gerber على شركات أغذية الأطفال التجارية بأسهم قيمتها 70% من السوق الأمريكي عام 1996 .
أما شركة Beech -Nut فقد امتلكت 15% من أسهم السوق وشركة Heinz حوالي 10% وامتلكت شركة Heinz's Earth 's Best وهي أكبر أنواع شركات أغذية الأطفال التجارية على 2% من اسهم السوق الأمريكي.
وفي أستراليا وكندا ونيوزيلندا كان ل Heinz حوالي 90% من أسهم السوق لعام 1996 وكانت شركة Heinz أيضا زعيم السوق في المملكة المتحدة وإيطاليا وبقية دول أوروبا الشرقية.

## روابط أخرى
- When do I introduce solids?: NHS Choices
- Babies, weaning: NHS Choices
- Solids: the first steps نسخة محفوظة 30 يوليو 2010 على موقع واي باك مشين.: NHS Choices
- Introducing solid foods: What you need to know from the عيادة مايو.
- Feeding Tips from the Baby Care Encyclopedia.
- The Evolution of the Baby Food Industry 2000-2008, Federal Trade Commission Working Papers, 2009